# بیل اسمیت (بازیکن فوتبال، زاده ۱۹۲۶)
بیل اسمیت (انگلیسی: Bill Smith; ۷ سپتامبر ۱۹۲۶ – دسامبر ۲۰۱۴ (aged 88)) بازیکن فوتبال اهل بریتانیا بود.
از باشگاه‌هایی که در آن بازی کرده‌است می‌توان به باشگاه فوتبال بلکبرن روورز، باشگاه فوتبال ردینگ، باشگاه فوتبال بیرمنگام سیتی، باشگاه فوتبال پلیموث آرگیل و باشگاه فوتبال نورث‌همپتون تاون اشاره کرد.